# Axinella
De Axinella vormen een geslacht binnen de familie der Axinellidae (Kelksponzen).

## Kenmerken
Soorten uit het geslacht Axinella worden vaak niet groter dan 20 cm, alhoewel er grotere exemplaren bestaan.
Deze sponzen zijn komvormig met vertakkingen. Ze zijn geelachtig-oranje gekleurd.

## Leefwijze
Ze leven vastgehecht aan rotsen op beschaduwde plaatsen waar ze zich voeden met organisch materiaal (algen) en micro-organismen (microplankton), die ze filteren door hun poriën.

## Verspreiding en leefgebied
Dit geslacht komt voor in de hele Indische en Stille Oceaan.

## Soorten
- Axinella acanthelloides Pattanayak, 2006
- Axinella alba (Descatoire, 1966)
- Axinella alborana Sitjà & Maldonado, 2014
- Axinella amorpha Tanita & Hoshino, 1989
- Axinella anamesa (de Laubenfels, 1957)
- Axinella antarctica (Koltun, 1964)
- Axinella arborescens Ridley & Dendy, 1886
- Axinella arctica (Vosmaer, 1885)
- Axinella aruensis (Hentschel, 1912)
- Axinella australiensis Bergquist, 1970
- Axinella babici Vacelet, 1961
- Axinella bidderi Burton, 1959
- Axinella blanca Koltun, 1959
- Axinella brondstedi Bergquist, 1970
- Axinella bubarinoides Dendy, 1922
- Axinella cannabina (Esper, 1794)
- Axinella centrotylota Pansini, 1984
- Axinella ceylonensis (Dendy, 1905)
- Axinella cinnamomea (Nardo, 1833)
- Axinella clathrata Dendy, 1897
- Axinella columna Sim, Kim & Byeon, 1990
- Axinella convexa Hoshino, 1981
- Axinella copiosa Thiele, 1898
- Axinella cornua Sim, Kim & Byeon, 1990
- Axinella corrugata (George & Wilson, 1919)
- Axinella crassa (Carter, 1885)
- Axinella crinita Thiele, 1905
- Axinella cylindratus Hoshino, 1981
- Axinella damicornis (Esper, 1794)
- Axinella digitiformis Lehnert & van Soest, 1996
- Axinella dissimilis (Bowerbank, 1866)
- Axinella donnani (Bowerbank, 1873)
- Axinella dragmaxioides Burton, 1959
- Axinella egregia sensu Topsent, 1892
- Axinella elegans (Dendy, 1924)
- Axinella estacioi Carballo & Garcia-Gomez, 1995
- Axinella flabelloreticulata Burton, 1959
- Axinella flustra (Topsent, 1892)
- Axinella globula Brøndsted, 1924
- Axinella guiteli Topsent, 1896
- Axinella halichondrioides Dendy, 1905
- Axinella hispida Koltun, 1959
- Axinella incrustans Thiele, 1898
- Axinella infundibuliformis (Linnaeus, 1759)
- Axinella kirki Dendy, 1897
- Axinella labyrinthica Dendy, 1889
- Axinella lamellata (Dendy, 1905)
- Axinella lesueuri Topsent, 1932
- Axinella lifouensis
- Axinella loribellae Alvarez & Hooper, 2009
- Axinella macrostyla Babiç, 1922
- Axinella mahonensis Ferrer-Hernandez, 1916
- Axinella manus Dendy, 1905
- Axinella massalis Burton, 1959
- Axinella meandroides Alvarez, van Soest & Rützler, 1998
- Axinella meloniformis Carter, 1885
- Axinella minor Thomas, 1981
- Axinella minuta Lévi, 1957
- Axinella natalensis (Kirkpatrick, 1903)
- Axinella parva Picton & Goodwin, 2007
- Axinella perlucida Topsent, 1896
- Axinella pilifera Carter, 1885
- Axinella plumosa (Lévi & Lévi, 1983)
- Axinella polycapella de Laubenfels, 1953
- Axinella polypoides Schmidt, 1862
- Axinella pomponiae Alvarez, van Soest & Rützler, 1998
- Axinella profunda Ridley & Dendy, 1886
- Axinella proliferans Ridley, 1884
- Axinella pseudominuta Bibiloni, 1993
- Axinella pumila Babiç, 1922
- Axinella pyramidata Stephens, 1916
- Axinella quercifolia (Keller, 1889)
- Axinella retepora (Lendenfeld, 1887)
- Axinella richardsoni Bergquist, 1970
- Axinella rosacea Verrill, 1907
- Axinella rugosa (Bowerbank, 1866)
- Axinella salicina Schmidt, 1868
- Axinella setosa Hentschel, 1929
- Axinella shoemakeri (de Laubenfels, 1936)
- Axinella sinoxea Alvarez & Hooper, 2009
- Axinella solenoeides de Laubenfels, 1957
- Axinella spatula Sitjà & Maldonado, 2014
- Axinella symbiotica Whitelegge, 1907
- Axinella tenuidigitata Dendy, 1905
- Axinella tenuis Thiele, 1898
- Axinella torquata Brøndsted, 1924
- Axinella trichophora Hentschel, 1929
- Axinella vaceleti Pansini, 1984
- Axinella vasonuda Topsent, 1904
- Axinella vellerea Topsent, 1904
- Axinella ventilabrum Burton, 1959
- Axinella vermiculata Whitelegge, 1907
- Axinella verrucosa (Esper, 1794)
- Axinella villosa Carter, 1885
- Axinella waltonsmithi (de Laubenfels, 1953)
- Axinella weltnerii (Lendenfeld, 1897)